# Нарсіс Жирар

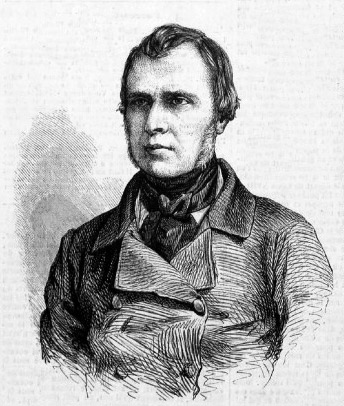

Нарсіс Жирар (фр. Narcisse Girard; 28 січня 1797 — 17 січня 1860) — французький скрипаль і диригент.
Навчався в Неаполітанській, потім в Паризькій консерваторії. ПО закінченні кілька років гастролював по Італії, з 1829 р. працював з різними паризькими оркестрами: спершу в Італійській опері, з 1836 в Опера Комік, а в 1849–1859 роках з Оркестром концертного товариства Паризької консерваторії. Найзначніші з даних ним прем'єр — «Гарольд в Італії» Гектора Берліоза (1834), опери Жака Мейєрбера «Пророк» (1849) і Шарля Гуно «Сафо» (1851).
Помер в антракті оперного спектаклю, продиригувавши трьома актами «Гугенотів» Мейєрбера.